# Henning Haslund-Christensen
Henning Haslund-Christensen (31. august 1896 i København – 13. september 1948 i Kabul) var en dansk forskningsrejsende, orientalist, mongolog og forfatter. Han er far til forhenværende hofmarskal Søren Haslund-Christensen.

## Opvækst og ungdom
Haslund-Christensen var søn af kgl. kapelmusikus Søren Peter Christensen (1855-1923) og Claudia Haslund Christensen (1864-1942). Han blev student fra Østersøgades Gymnasium og var i skoletiden patruljefører i Det Danske Spejderkorps. Han blev uddannet ved Hærens Officersskole og udnævntes i 1918 til sekondløjtnant ved fodfolket.

## Etnografisk indsamler og ekspeditionsleder
Haslund-Christensen kom første gang til Ydre Mongoliet i 1923, hvor han efter at have engageret sig i et mislykket landbrugsprojekt kom i kontakt med den svenske etnografiske indsamler Hertog Larsen (populært kaldet "Mongoliets hertug"). Han deltog derefter 1923-26 i en dansk ekspedition til det nordlige Mongoliet under ledelse af lægen Carl Krebs, som han havde mødt som kornet på Kronborg.
I 1927-30 var han karavanefører på den svenske geograf Sven Hedins tværvidenskabelige nordiske ekspedition til Indre Mongoliet og Xinjiang, hvor han bl.a. indsamlede etnografika og optagelser af mongolsk og uigurisk folkemusik. Derefter startede han i 1930 som selvstændig freelanceforsker og etnografisk indsamler, men sygdom tvang ham året efter tilbage til Europa, hvor han drog på forelæsningsturne i Danmark og Sverige. Han stod i spidsen for de to danske centralasiatiske ekspeditioner i 1936-37 og 1938-39, som havde til formål at dokumentere den truede mongolske kultur. Den tyske besættelse af Danmark under Anden Verdenskrig tvang ham til at indstille sin rejseaktivitet. Men i 1947 anførte Haslund-Christensen endnu en centralasiatisk ekspedition. Året efter døde han under feltarbejde i Afghanistan og blev begravet i Kabul.

## Betydning for eftertiden
Størstedelen af det omfattende materiale, som Haslund-Christensen indsamlede, findes på Nationalmuseet, hvor det er en af hjørnestenene i museets etnografiske samling. Derudover fik han stor betydning som inspirator og igangsætter for dansk forskning i Centralasien og formidler af viden om regionen til offentligheden. Haslunds store indlevelsesevne og fascinationen af mongolsk kultur gennemsyrer hans rejsebøger. De og en række radioudsendelser om Mongoliet gjorde ham landskendt.

## Hædersbevisninger
I 1938 blev Haslund-Christensen ridder af Dannebrog, og i 1945 modtog han Gyldendals boglegat.

## Gengivelser
Kunstneren Otto Christensen har udført en tegning af Henning Haslund-Christensen.

## Forfatterskab
- Jabonah, 1932.
- Zajagan, 1935.
- Asiatiske Strejftog, 1945.